# Kaniaga
L'État du Khaniaga (Xañaaga, « la patrie des chasseurs ») ou du Sosso est un ancien royaume mandingue d'Afrique de l'Ouest. 
Sa création date de l'Empire du Ghana. Le Khaniaga fut créé par des Soninkés animistes de patronyme Diarisso. Par la suite les Diarisso changèrent de patronyme pour celui de Kanté. Les Diarisso descendent, d'après la tradition orale mandingue, de Mama Dinga, l'ancêtre des Soninkés ou Sarakhollés. L'un des premiers rois du Khaniaga en 750 fut Fadé Goumané Diarisso (Fadé Goumaté Diarisso), qui était l'un des généraux de l'empereur du Ghana, qui portait le titre de Kayan Maga. 
Le Kaniaga était un royaume qui se trouvait au nord du Mandé. Au Khaniaga le roi portait le titre de faren, ou fari. Le Khaniaga a été vassal des empires du Ghana (ou du Ouagadou), et du Mali. À la chute de l'empire du Ghana, le Khaniaga a été conquis par le général malinké venant du Mandé, Soumaoro Kanté, de la caste des forgerons, qui conquit également plusieurs autres États anciennement vassaux du Ghana dont le Diarra, le Galam, le Mandé. Soumaoro Kanté porta l'État du Kaniaga à son apogée. Par la suite le légendaire Soundiata Keita, fondateur de l'empire du Mali, prit le Khaniaga à Soumaoro Kanté, et l'incorpora à son empire. Cet événement eut lieu lors de la célèbre bataille de Kirina en 1235. 
Au Khaniaga, diverses ethnies cohabitaient, les Mandingues (Soninkés, Malinkés, vivant tous de l'agriculture et du commerce) et des tribus peulhs nomades. Les Peulhs étaient soumis à l'autorité des Mandingues. Au fil du temps, après la défaite du Sosso face à Soundiata Keita, le Khaniaga perdit toute sa grandeur.